# Alfa Romeo Tipo 308

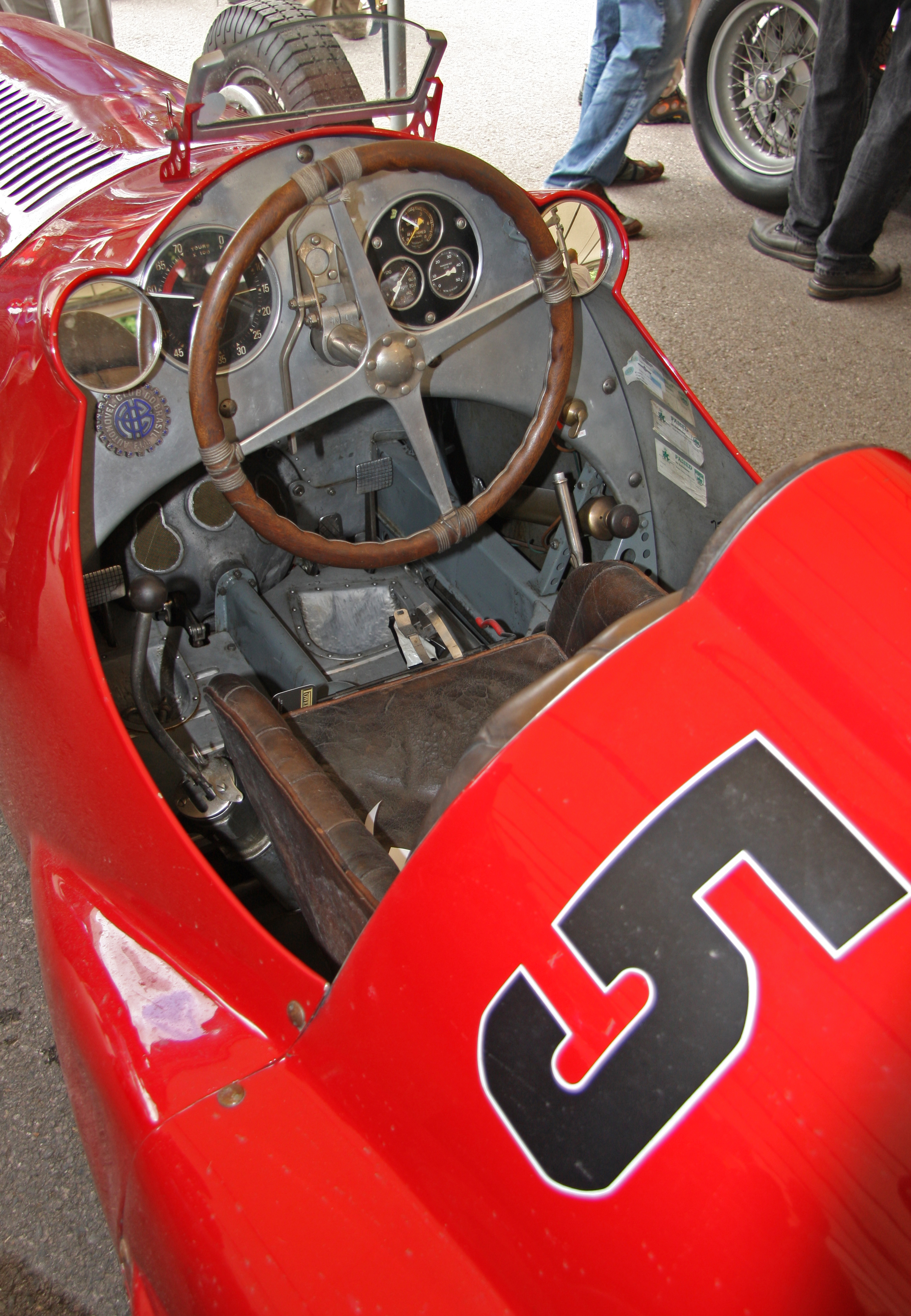
Cockpit des Alfa Romeo 308

Der Alfa Romeo Tipo 308 (oder 8C-308) war ein Rennwagen, den Alfa Romeo 1938 in 4 Exemplaren herstellte. Er wurde von Gioacchino Colombo unter der Leitung von Enzo Ferrari, zu dieser Zeit noch Direktor der Rennabteilung Alfa Corse, entworfen. Das Fahrzeug war schon an das neue internationale Reglement für Grand-Prix-Fahrzeuge angepasst, das ab 1938 einen maximalen Hubraum von 3000 cm³ für aufgeladene Motoren und 4500 cm³ für konventionelle Saugmotoren vorschrieb.

## Hintergründe
In der Saison 1938 gab es bei Alfa Romeo einige dramatische Veränderungen: Nachdem die Renneinsätze der Werkswagen bis dahin unter Regie der Scuderia Ferrari erfolgt waren, hatte das Unternehmen beschlossen, wieder als vollwertiges Werksteam unter eigenem Namen anzutreten. Die Scuderia Ferrari, an der Alfa Romeo schon seit dem Vorjahr die Mehrheit der Firmenanteile besaß, wurde aufgelöst, Enzo Ferrari behielt seine Funktion als Rennleiter und Manager des Teams noch ein Jahr bei, bevor er das Unternehmen Ende 1938 endgültig verließ.
Aufgrund des Wechsels der Rennformel war eine Neukonstruktion nötig. Da sich die Entwicklung des eigentlich dafür vorgesehenen V12-Motors verzögerte, wurde erneut, wie schon beim Vorgänger, dem Alfa Romeo Tipo C, als Übergangslösung zunächst eine im Hubraum angepasste Version des bewährten Achtzylinder-Reihenmotors aus dem Tipo B verwendet.

## Entwicklung
Das Projekt bediente sich weitgehend Elementen des Alfa Romeo Tipo C, übernahm aber auch Elemente des Zweisitzersportwagens 8C 2900 B. Der Motor wurde tiefer in das Tipo-C-Chassis eingebaut und die Karosserie war schlanker. Im Vergleich zum 8C 2900 B wurde der Radstand auf 2750 mm verkürzt und die Fahrerposition durch Ändern der Pedal- und Lenkelemente in die Mitte verschoben, um sie an die Monoposto-Position anzupassen. Im Übrigen folgte das Auto den bewährten Komponenten des 8C 2900 B mit Einzelradaufhängung, hinten eingebautem Vierganggetriebe und hydraulisch betätigten Trommelbremsen. Die Leichtmetallkarosserie nahm die Formen des Tipo 158 „Alfetta“ vorweg, den noch Enzo Ferraris Team entwickelt hatte.
Für die spätere Saisons wurden Fahrzeuge mit 12- und 16-Zylinder-Motoren vorbereitet, ebenfalls mit dem Tipo-C-Chassis. Mit ihren 295 PS waren die vier 308C keine ernsthaften Kandidaten für Grand-Prix-Siege gegen die über 425 PS starken deutschen Konkurrenten. Nuvolari erlitt beim Debüt des 308C einen Vergaserbrand und verließ anschließend das Team.

## Rennhistorie
Der Tipo 308 debütierte 1938 beim Grand Prix de Pau, wo zwei Autos erschienen, eines mit Tazio Nuvolari und das andere mit Luigi Villoresi am Steuer. Im Training erzielte Nuvolari zunächst zufriedenstellende Zeiten, doch dann fing sein Wagen wegen eines Benzinlecks Feuer, woraufhin beide Autos vom Rennen zurückgezogen wurden. Nuvolari, der sich dabei Verbrennungen an den Beinen zugezogen hatte, verließ daraufhin das Team endgültig und erklärte, nie wieder für Alfa Romeo an den Start zu gehen.
Das nächste Rennen war der Grand Prix von Tripolis. Hier sollten die neuen Tipo 312 (3 Liter, 12 Zylinder) und Tipo 316 (3 Liter, 16 Zylinder) eingesetzt werden, hatten jedoch während des Trainings Motorprobleme und Clemente Biondetti entschied sich für den 308, der als Ersatzwagen vorgesehen war. Er konnte das Rennen nicht zu Ende fahren; Hermann Lang, der einen Mercedes-Benz W 154 fuhr, gewann. Eugenio Siena, der auf einem Tipo 312 startete, verunglückte tödlich; er war von der Strecke abgekommen und gegen eine Wand geprallt.
Bei der Mille Miglia 1938 nahmen Biondetti und Carlo Pintacuda die ersten beiden Plätze ein. Biondettis Auto hatte einen Tipo-308-Motor mit 300 PS (220 kW), während Pintacuda einen 2900 B mit 225 PS (168 kW) fuhr.
In den Jahren 1938 und 1939 gewann der Franzose Raymond Sommer mit dem 308 einige Bergrennen in La Turbie. Sein Landsmann Jean-Pierre Wimille war in den 1940er Jahren bei einigen Rennen in Europa erfolgreich. Eines der Autos wurde nach Argentinien gebracht, wo es einige Erfolge und Siege mit Óscar Alfredo Gálvez am Steuer erzielte. Das Auto, das Gálvez in Argentinien benutzte, steht jetzt im Juan-Manuel-Fangio-Museum.
Eines der Fahrzeuge wurde nach dem Zweiten Weltkrieg in die USA verkauft, und Louis Durant erzielte 1946 beim Indianapolis 500 den 6. Platz. Im nächsten Jahr belegte der Wagen mit Walt Brown den 7. Platz, und 1948 fuhr Johnny Mauro das Auto auf den 8. Platz. Dieser Wagen steht jetzt im Indianapolis Motor Speedway Hall of Fame Museum. Es ist sehr wahrscheinlich das gleiche Auto, das schon 1940 beim Indianapolis 500 eingesetzt und vorher von Raymond Sommer gefahren wurde.
Insgesamt waren die 3-Liter-Formelautos von Alfa Romeo (Tipo 308, 312 und 316) kein großer Erfolg. Als viel erfolgreicher erwies sich das neue Auto für die 1500-cm³-Klasse, der 1937 entworfene Tipo 158 „Alfetta“, der im August 1938 erstmals beim Coppa Ciano in Livorno antrat.

## Statistik

### Wichtige Siege
| Jahr | Rennen                          | Fahrer                |
| ---- | ------------------------------- | --------------------- |
| 1938 | Großer Preis von Rio de Janeiro | Carlo Maria Pintacuda |
| 1939 | Circuit des remparts            | Raymond Sommer        |
| 1946 | Grand Prix de Bourgogne         | Jean-Pierre Wimille   |
| 1946 | Grand Prix du Roussillon        | Jean-Pierre Wimille   |
| 1947 | Großer Preis von Rosario        | Achille Varzi         |
| 1948 | Großer Preis von São Paulo      | Jean-Pierre Wimille   |
| 1949 | Großer Preis von Buenos Aires   | Oscar Gálvez          |

### Indianapolis-500-Resultate

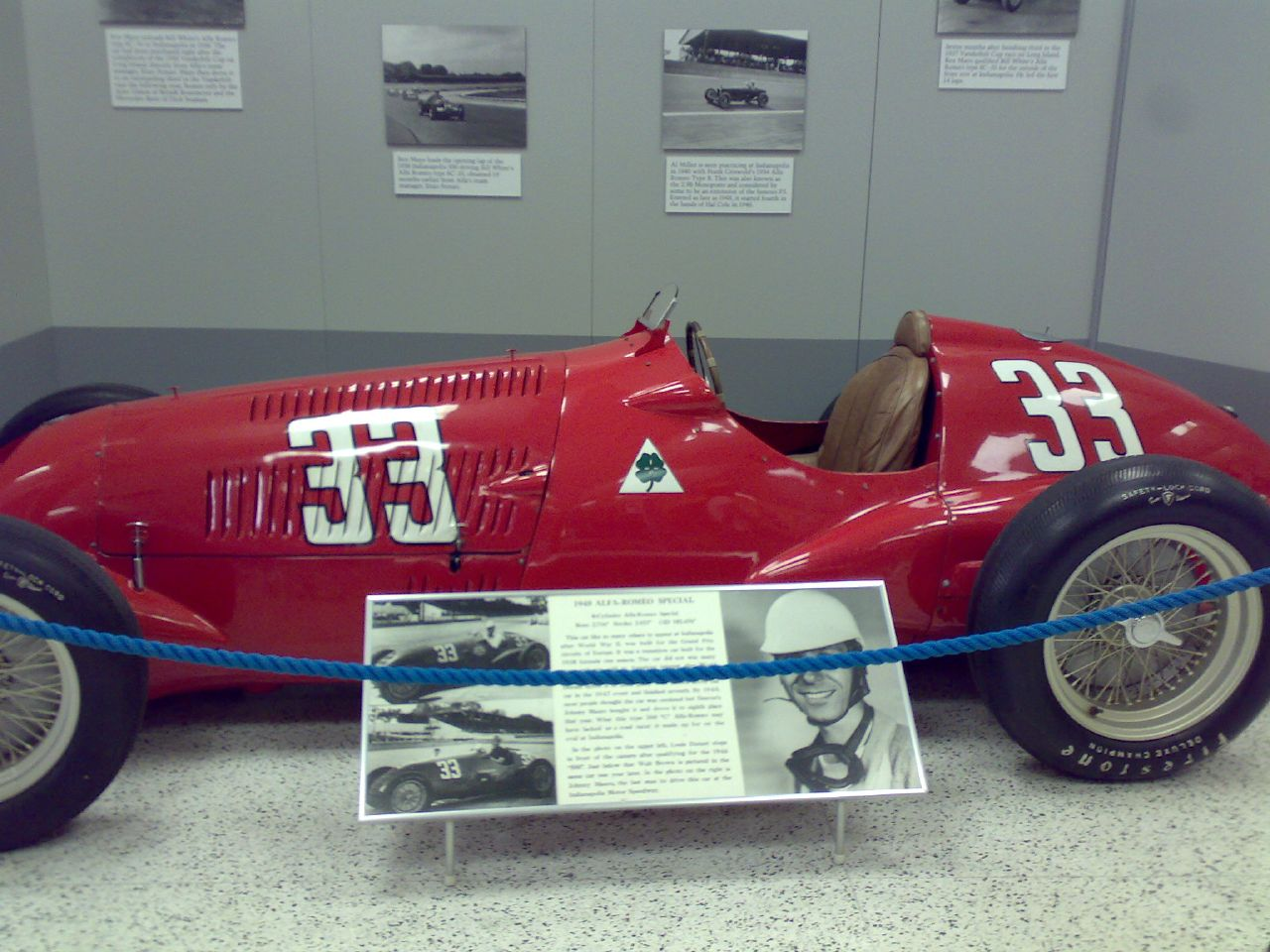
Der beim Indy 500 gestartete 308 in der "Indianapolis 500 Hall of Fame"

| Jahr | Fahrer       | Platzierung |
| ---- | ------------ | ----------- |
| 1940 | Chet Miller  | 17.         |
| 1946 | Louis Durant | 6.          |
| 1947 | Walt Brown   | 7.          |
| 1948 | Johnny Mauro | 8.          |

## Technische Informationen
|                           | Alfa Romeo Tipo 308                                                                         |
| ------------------------- | ------------------------------------------------------------------------------------------- |
| Motor                     | 8-Zylinder-Reihenmotor                                                                      |
| Hubraum                   | 2991 cm³ / 182.5 cu in                                                                      |
| Bohrung × Hub             | 69,0 mm × 100,0 mm                                                                          |
| Verdichtungsverhältnis    | 6,1 : 1                                                                                     |
| Leistung bei 1/min        | 295 PS / 220 kW bei 6000                                                                    |
| Ventilsteuerung           | zwei obenliegende Nockenwellen / 2 Ventile pro Zylinder                                     |
| Gemischaufbereitung       | 2 Weber-Vergaser, Doppel-Roots-Gebläse                                                      |
| Kühlung                   | Wasser                                                                                      |
| Getriebe                  | 4-Gang-Getriebe, nicht synchronisiert (Hinterradantrieb)                                    |
| Bremsen                   | hydraulisch betätigte Trommelbremsen an allen Rädern                                        |
| Radaufhängung vorn        | Querarme, Schraubenfedern, hydraulische Dämpfer                                             |
| Radaufhängung hinten      | Pendelachse, halbelliptische Querblattfedern, hydraulische Teleskopdämpfer, Reibungsdämpfer |
| Karosserie und Rahmen     | Aluminiumkarosserie auf Leiterrahmen                                                        |
| Radstand                  | 2750 mm                                                                                     |
| Spurweite vorn / hinten   | 1350 mm / 1350 mm                                                                           |
| Reifengröße vorn          | unbekannt                                                                                   |
| Reifengröße hinten        | unbekannt                                                                                   |
| Maße L × B × H            | 4000 mm × – mm × 1160 mm                                                                    |
| Leergewicht (ohne Fahrer) | 870 kg                                                                                      |
| Tankinhalt                | unbekannt                                                                                   |
| Kraftstoffverbrauch       | unbekannt                                                                                   |
| Höchstgeschwindigkeit     | 260 km/h (162 mph)                                                                          |

## Verbleib

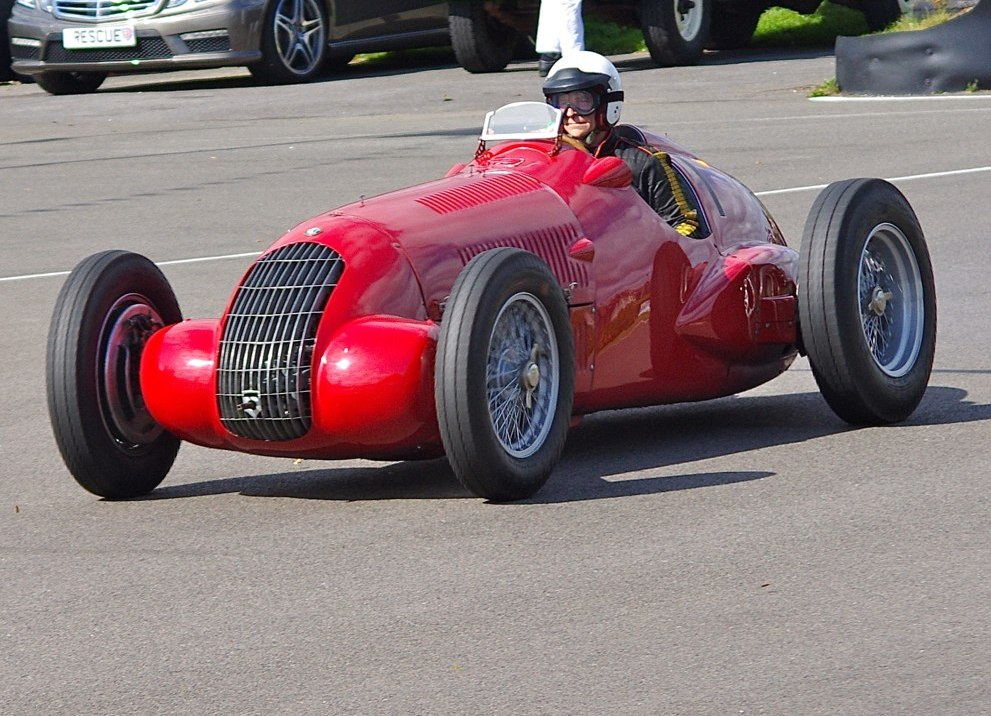
Der, in Südamerika wiederentdeckte 308C, in Goodwood 2012

Zwei der vier gebauten 308C sind noch erhalten. Das erste Exemplar wurde, wie so viele andere Rennwagen, nach dem Krieg nach Südamerika verkauft. Dort wurde es in den 1970er Jahren wiederentdeckt, nach Europa zurückgebracht und restauriert. Heute ist es voll funktionsfähig und hat einen 3,2-Liter-Motor. Es war zum Beispiel beim Goodwood-Revival-Treffen 2006 zu sehen. Der zweite Wagen wurde 1940 in die USA verkauft. Gefahren von Louis Durant wurde das Fahrzeug 1946 bei den Indy 500 Sechster, ein Jahr später wurde Walt Brown Siebter und beim letzten Auftritt des Autos beendete Johnny Mauro das Rennen auf dem achten Platz. Es wurde bis 1951 in den USA eingesetzt und ist heute Teil des Indianapolis Motor Speedway Museum.